# Bois-Himont
Bois-Himont é uma comuna francesa na região administrativa da Normandia, no departamento de Sena Marítimo. Estende-se por uma área de 5,86 km². Em 2010 a comuna tinha 475 habitantes (densidade: 81,1 hab./km²).